# NOL1
NOL1‏ (NOP2 nucleolar protein) هوَ بروتين يُشَفر بواسطة جين NOL1 في الإنسان.